# Parququcha
Parququcha est un lac situé en Bolivie, situé sur la municipalité de Vacas, province d'Arani, département de Cochabamba.